# Paragus nigrocoeruleus
Paragus nigrocoeruleus är en tvåvingeart som beskrevs av Hull 1949. Paragus nigrocoeruleus ingår i släktet stäppblomflugor, och familjen blomflugor.
Artens utbredningsområde är Namibia. Inga underarter finns listade i Catalogue of Life.